# Ілоїло (місто)
Ілоіло (філ.: Lungsod ng Iloilo; ісп.: Ciudad de Iloílo) — високоурбанізоване місто Філіппін на острові Панай в регіоні Західні Вісаї. Є адміністративним центром регіону та провінції Ілоіло. Згідно з переписом 2015 року населення міста складало 447 992 особи.

## Географія
Місто Ілоіло межує на заході з містом Отон, на півночі — з містом Павія, на північному сході — містом Леганес, на сході і півдні — з протокою Ілоіло. Ілоіло являє собою конгломерат колишніх міст, які в даний час складають географічні райони: Яро, Моло, Ла-Пас, Мандуріао, Віла Аревало та інші. Місто має природну морську гавань зручну для якірної стоянки суден. Місто лежить на рівнині, яка перетворюється з болотистої місцевості в придатні для проживання території шляхом урбанізації та індустріалізації з кінця 19-го століття до теперішнього часу.

### Клімат
Місто знаходиться у зоні, котра характеризується мусонним кліматом. Найтепліший місяць — травень із середньою температурою 30 °C (86 °F). Найхолодніший місяць — січень, із середньою температурою 27.2 °С (81 °F).
| Клімат Ілоіло           | Клімат Ілоіло | Клімат Ілоіло | Клімат Ілоіло | Клімат Ілоіло | Клімат Ілоіло | Клімат Ілоіло | Клімат Ілоіло | Клімат Ілоіло | Клімат Ілоіло | Клімат Ілоіло | Клімат Ілоіло | Клімат Ілоіло | Клімат Ілоіло |
| Показник                | Січ.          | Лют.          | Бер.          | Квіт.         | Трав.         | Черв.         | Лип.          | Серп.         | Вер.          | Жовт.         | Лист.         | Груд.         | Рік           |
| Абсолютний максимум, °C | 35            | 33            | 37            | 42            | 39            | 38            | 37            | 42            | 37            | 39            | 36            | 37            | 42            |
| Середній максимум, °C   | 30            | 30            | 32            | 33            | 33            | 31            | 30            | 30            | 30            | 30            | 30            | 30            | 31            |
| Середня температура, °C | 27            | 27            | 28            | 29            | 30            | 28            | 28            | 28            | 28            | 28            | 27            | 27            | 28            |
| Середній мінімум, °C    | 24            | 23            | 24            | 25            | 26            | 26            | 25            | 25            | 25            | 25            | 25            | 24            | 25            |
| Абсолютний мінімум, °C  | 20            | 20            | 20            | 22            | 22            | 21            | 21            | 17            | 22            | 20            | 20            | 20            | 17            |
| Норма опадів, мм        | 50            | 30            | 30            | 50            | 130           | 270           | 350           | 360           | 280           | 260           | 190           | 100           | 2150          |
| ----------------------- | ------------- | ------------- | ------------- | ------------- | ------------- | ------------- | ------------- | ------------- | ------------- | ------------- | ------------- | ------------- | ------------- |
| Джерело: Weatherbase    |               |               |               |               |               |               |               |               |               |               |               |               |               |

## Економіка
Ілоіло є центром торгівлі, фінансів, технологій, туризму, готельного бізнесу, нерухомості, освіти та промисловості в регіоні Західні Вісаї. Основними сферами, що наповнюють бюджет є робота порту, телекомунікаційна інфраструктура, комунальні послуги, банківська справа та фінанси, роздрібна торгівля, нерухомість та туризм. Міська адміністрація забезпечує стимули для бізнесу створюючи податкові канікули та спрощені процедури видачі дозволів і ліцензій.